# Thiofrid
Thiofrid (auch Theofried)  (lat. Thiofridus Epternacensis) († 1110) war von 1081 bis 1110 Abt der Benediktinerabtei Echternach. Er hat sich darüber hinaus als Autor einen Namen gemacht.

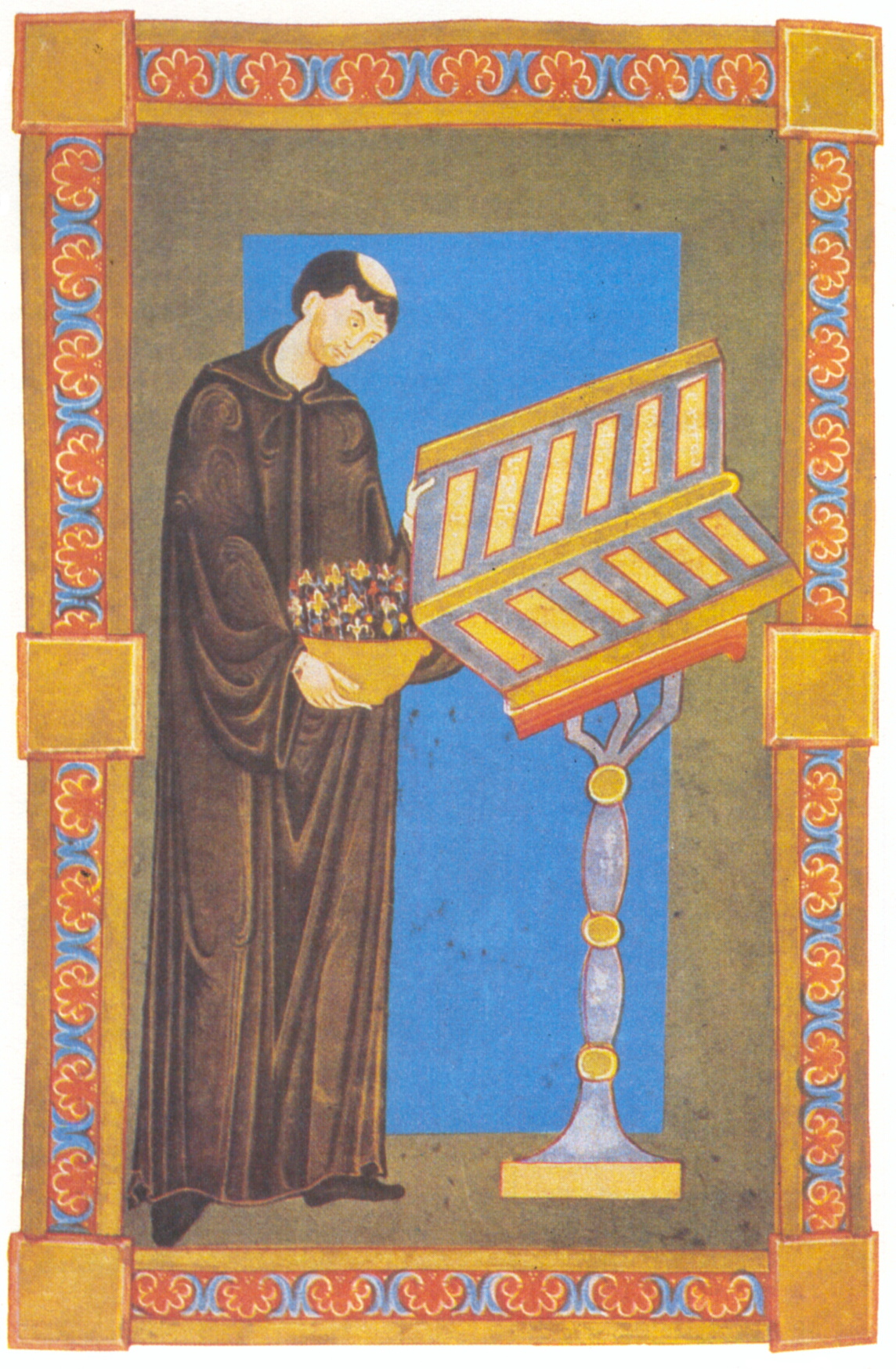
Thiofrid

## Leben
Über das Leben Theofrieds gibt es nur wenig gesicherte Informationen. Möglicherweise stammte er ursprünglich aus Schwaben. Er gehörte wahrscheinlich schon in jungen Jahren dem Kloster an und ist möglicherweise als Oblat im kindlichen Alter nach Echternach gekommen. Nach einigen Angaben soll er schon bei der Translation des Heiligen Willibrords 1031 dort gelebt haben. Diese Angaben werden jedoch teilweise in Zweifel gezogen, hätte er doch dann seine Hauptwerke im hohen Alter von mehr als 80 Jahren verfasst. Ebenso unklar wie sein Alter ist, ob er seine Bildung nur in Echternach oder auch in Lüttich oder Paris erhalten hat.
Nach dem im 12. Jahrhundert verfassten Abtskatalog des Klosters hat ihn Abt Reginbert kurz vor seinem Tod zu seinem Nachfolger bestimmt. Zwei Jahre später 1083 reiste er nach Rom, wo ihm König Heinrich IV. die Abtei übertrug. In dem Katalog heißt es weiter, dass er die Abtei achtundzwanzig Jahre geleitet habe und dabei äußerst tüchtig und ein wahrer Israelit (ut versus Israhelita) gewesen sei, indem er in allen den Spuren seines Vorgängers folgte.
Tatsächlich hat er das Kloster erfolgreich geleitet und konnte mehrere im 9. und 10. Jahrhundert entfremdete Besitzungen zurückerlangen. Dazu reiste er etwa 1101 nach Lüttich, um Heinrich IV. um die Rückerstattung von Klostergütern zu bitten. Auch versuchte er den Rechten des Klosters etwa gegenüber den Vögten wieder stärkere Geltung zu verschaffen. In einer seiner Schriften erwähnt er, dass er einen Bürgerkrieg in Middelburg auf der Insel Walcheren durch Vermittlung verhindert hätte.
Erzbischof Bruno von Trier ehrte ihn, als er bei seiner Bestattung im Kloster anwesend war.

## Werk
Von Bedeutung über das Kloster hinaus war er als Autor. Im Auftrag des Abtes Nizo (Nithard) von Mettlach verfasste er zwischen 1072 und 1078 die Vita St. Liutwini. Der Auftraggeber widmete das Werk Erzbischof Udo von Trier. Fälschlicherweise wurde es bis ins 18. Jahrhundert dem Auftraggeber selbst zugeschrieben. Zwischen 1098 oder 1102 bis 1104/05 verfasste er sein Hauptwerk Flores epytaphii sanctorum. Dieses Traktat über Reliquien widmete er dem Erzbischof Bruno von Trier. Es handelte sich dabei um eine Neuerung, hatte es bislang doch keine gelehrte Abhandlung über das Wesen der Reliquien gegeben. Neben Thiofried hat auch Abt Guibert von Nogent in dieser Zeit einen solchen Versuch unternommen. Das Werk war eine Art Reliquientypologie.
Um 1105 verfasste er die Vita S. Willibrordi. Dabei handelte es sich um eine Neufassung der Vita, die Alkuin verfasst hatte. Thiofried hat diesen Text teilweise stark erweitert, auch hat er versucht ihn stilistisch zu verbessern. Es handelt sich um ein Opus geminum aus einem Prosa- und einem Versteil.
Von ihm erhalten sind auch ein Brief an Heinrich IV. aus dem Jahr 1101 und einige kleinere Stücke. Teilweise ist dabei nicht völlig klar, ob Thiofried oder einer seiner Mitbrüder Verfasser ist.